# Osama Elsamni
Osama Elsamni (født 29. september 1988) er en japansk fodboldspiller.
Han har spillet for flere forskellige klubber i sin karriere, herunder Tokyo Verdy, Montedio Yamagata og YSCC Yokohama.